# Kamelia japońska

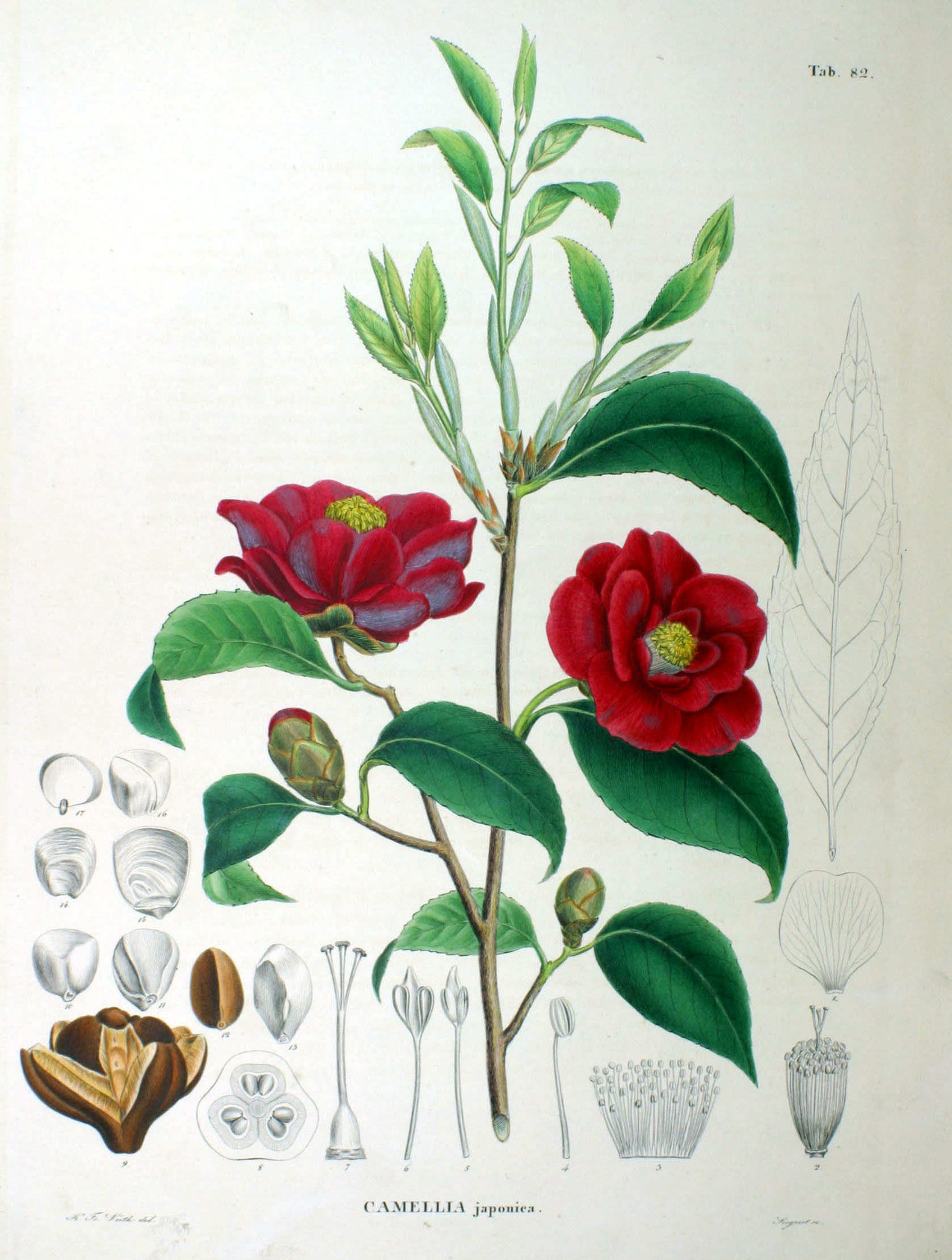
Morfologia

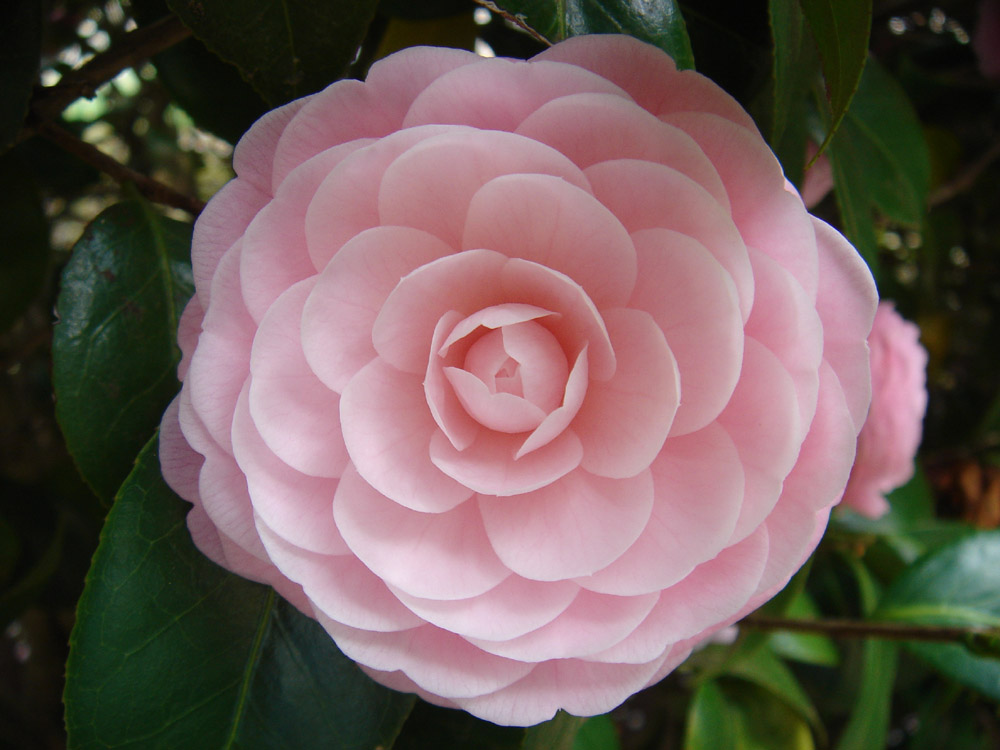
Odmiana o pełnych kwiatach

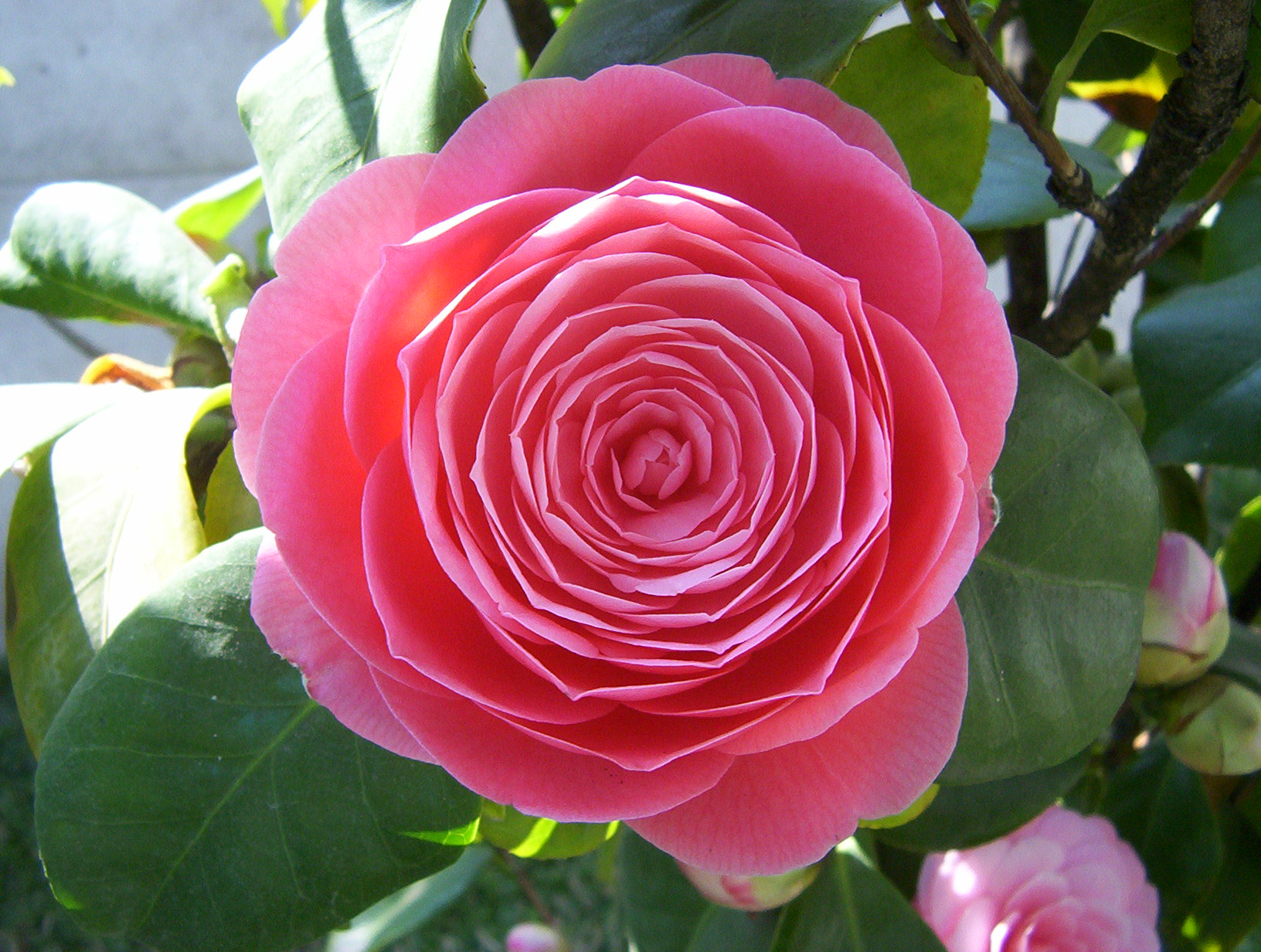
Odmiana o pełnych kwiatach

Kamelia japońska (Camellia japonica) – gatunek rośliny z rodziny herbatowatych (Theaceae). Pochodzi z górskich rejonów Japonii, północnych Chin i Korei, gdzie stanowi podszycie lasów.

## Morfologia
PokrójWieczniezielony krzew o wysokości do 10 (15) m.
LiścieSkórzaste, błyszczące, eliptycznie lancetowate z piłkowanymi brzegami.
KwiatyBardzo ładne, bezwonne, o różnych (zależnie od odmiany) kolorach: białym, różowym, ciemnoczerwonym. Mają średnicę 3–4 cm (u niektórych odmian do 12 cm), kielich 5-9 działkowy, koronę 5–7 płatkową, 1 słupek i liczne pręciki dołem zrośnięte w rurkę.
OwocZawierająca duże nasiona zdrewniała torebka o gruszkowatym lub kulistym kształcie.

## Zastosowanie
- Roślina lecznicza:
- Surowiec: liście, nasiona. W liściach występują spore ilości olejku eterycznego (do 1%), w którym znajduje się do 95% eugenolu, w nasionach – glikozyd kamelina.
- Działanie i zastosowanie: Z olejku pozyskiwanego ze świeżych liści podczas destylacji z parą wodną, produkuje się pasty i mazidła oraz preparaty stosowane w stomatologii.
- Roślina ozdobna. Jest uprawiana dość pospolicie w licznych rejonach o ciepłym klimacie. W Polsce czasami jest uprawiana jako roślina doniczkowa.

## Uprawa
Historia uprawyUprawę tej rośliny rozpoczęli Chińczycy i Japończycy ponad 300 lat temu. Wyhodowali oni dużą liczbę odmian, przy czym Chińczycy preferowali odmiany o kwiatach pełnych, a Japończycy pojedynczych. Do Europy sprowadzono tę roślinę około 1745 roku, później jej uprawa rozpowszechniła się także w Ameryce Północnej, Australii i Nowej Zelandii. Ogrodnicy wyhodowali tysiące nowych odmian ozdobnych. Wśród nowych odmian większość to mieszańce międzygatunkowe.
Sposób uprawyPodłoże powinno być próchniczne i lekko kwaśne. Ważne, by było przepuszczalne, roślina bowiem musi być często podlewana, tak, by ziemia stale była wilgotna, z kolei zaś nadmierna ilość wody powoduje gnicie korzeni. W pokoju roślinę ustawia się w miejscu słonecznym, latem najlepiej wynieść na dwór. Zimą należy roślinę zraszać wodą. Nawozi się słabą dawką nawozów takich, jak do rododendronów. Rozmnaża się przez sadzonki lub przez szczepienie, jest to jednak dość trudne i zwykle kupuje się gotowe, już kwitnące rośliny wyhodowane przez ogrodników specjalizujących się w uprawie tej rośliny.